# Корсель-ле-Сито
Корсе́ль-ле-Сито́ (фр. Corcelles-lès-Cîteaux) — коммуна во Франции, находится в регионе Бургундия. Департамент коммуны — Кот-д’Ор. Входит в состав кантона Жевре-Шамбертен. Округ коммуны — Дижон.
Код INSEE коммуны — 21191.

## Население
Население коммуны на 2010 год составляло 823 человека.
| 1962 | 1968 | 1975 | 1982 | 1990 | 1999 | 2010 |
| ---- | ---- | ---- | ---- | ---- | ---- | ---- |
| 184  | 178  | 262  | 456  | 525  | 721  | 823  |

## Экономика
В 2010 году среди 565 человек трудоспособного возраста (15—64 лет) 408 были экономически активными, 157 — неактивными (показатель активности — 72,2 %, в 1999 году было 76,2 %). Из 408 активных жителей работали 376 человек (195 мужчин и 181 женщина), безработных было 32 (17 мужчин и 15 женщин). Среди 157 неактивных 59 человек были учениками или студентами, 73 — пенсионерами, 25 были неактивными по другим причинам.